# Crocodile (聲優事務所)
株式會社Crocodile（日語：株式会社クロコダイル）是一家位於日本東京都港區的聲優事務所。

## 概要
2015年11月11日設立，2017年5月1日事務所搬移到澀谷區惠比壽西，2020年3月21日總部現址位於港區赤坂。

## 所屬藝人
2022年6月現在（事務所官網資料為主）。

### 聲優

#### 男性
- 山田親之條[2]

準所屬
- 秋山諒[3]
- 山本彬（日语：山本彬）

預留
- 林寬太郎（日语：林寛太郎）[4]

業務提攜
- 近藤雄介（日语：近藤雄介 (俳優)）

#### 女性
- 原奈津子
- 小坂井祐莉繪
- 小見川千明
- 山田麻莉奈（日语：山田麻莉奈）[5]※作為Cosplayer所屬。
- 道井悠
- 長谷川玲奈[6]
- 掛川渚（日语：掛川渚）[2]
- 朝之瑠璃（日语：朝ノ姉妹ぷろじぇくと） ※VTuber。
- 田中音緒

準所屬
- 富城圓[3]
- 貝原怜奈（日语：貝原怜奈）[3]
- 櫻木鶇（日语：桜木つぐみ）
- [7]
- 小茅楓[7]
- 吉木悠佳（日语：吉木悠佳）
- 美朱音[4]
- 帝子（日语：帝子）[8]

預留
- 木戶美憂
- 佐佐霞
- 朝霧陽冬美
- 柴田柚巴

## 過往所屬藝人

### 聲優

#### 男性
- 福間竣兵（日语：福間竣兵）（現所屬：amuleto[9]）
- 近藤雄介（日语：近藤雄介 (俳優)）（業務提攜：ALLIGATOR（相關企業）[10]）

#### 女性
- 齊藤佳央里（日语：齊藤佳央里）
- 村北沙織（日语：村北沙織）（引退[11]）
- 伊藤瑠花（日语：伊藤瑠花）（退所[12]）
- 壽壽木遙香（退所[13]）
- 甘莉花奈子[3]（退所[14]）
- （業務委託契約變更後[15][16]，退所）
- 舞原夢（日语：舞原ゆめ）[3]（退所）
- 七海加奈（日语：七海加奈）[17]（退所）
- 宮木南美（日语：宮木南美）（現所屬：Office Flawless（日语：オフィス・フローレス））
- 大森日雅（現所屬：Across Entertainment）

### 歌手
- skihj（業務提攜：FLOWENTARTAINMENT （页面存档备份，存于）[18]）

## ALLIGATOR
ALLIGATOR株式會社（日語：アリゲーター株式会社），是Crocodile的關係企業之藝能事務所。雖然Crocodile是一間以聲優為中心的辦公室，但也有活躍於真人秀和舞台劇的演員。
2020年7月29日，偶像團體AKB48成員大西桃香全面投入演員活動，成為該公司第一位所屬藝人。2022年3月1日，乃木坂46前成員渡邊米麗愛作為演員加入該公司。

### 所屬藝人（ALLIGATOR）
- 大西桃香（AKB48）
- 近藤雄介（日语：近藤雄介 (俳優)） ※從Crocodile移籍。
- 渡邊米麗愛

## 外部連結
- Crocodile.ltd -株式會社Crocodile- 公式官網 （页面存档备份，存于） （日語）
- Crocodile official的X（前Twitter） （日語）
- ALLIGATOR株式會社 （页面存档备份，存于） （日語）